# Jimmy Dunne
James Dunne detto Jimmy (Dublino, 3 settembre 1905 – Dublino, 14 novembre 1949) è stato un allenatore di calcio e calciatore irlandese, di ruolo attaccante.
Durante la sua carriera ha vestito le divise di Shamrock Rovers, New Brighton, Sheffield United, Arsenal e Southampton, totalizzando 267 presenze e 190 reti tra club e Nazionale.
Muore prematuramente all'età di 44 anni, il 14 novembre 1949, a causa di un attacco cardiaco nella sua casa di Dublino.

## Carriera

### Club
Dal 1930 al 1932, giocando in First Division, realizza 36 reti in 39 presenze nel 1930, 41 gol in 41 incontri nel 1931 (più delle metà delle reti totali dello Sheffield United) e 33 marcature in 37 partite nel 1932 non riuscendo mai a conquistare il titolo di miglior marcatore.
Nel 1934 si trasferisce all'Arsenal dove in tre anni vince due campionati (1934 e 1935) e la FA Cup del 1936.
Dopo l'esperienza al Southampton ritorna in patria, allo Shamrock Rovers, dove nel 1942 appende le scarpette al chiodo.

### Nazionale
Gioca sia per la Nazionale irlandese IFA (poi divenuta Irlanda del Nord) tra il 1928 ed il 1932, segnando 4 reti in 7 partite, sia per quella della Repubblica d'Irlanda (FAI), con la quale scende in campo 15 volte segnando 13 reti tra il 1930 ed il 1939.

## Palmarès

### Club
- First Division: 2

Arsenal: 1933-1934, 1934-1935
- Coppa d'Inghilterra: 1

Arsenal: 1935-1936